# Græsholm (Strynø)
Græsholm är en ö i Danmark. Den ligger i Region Syddanmark, i den södra delen av landet. Ön är delvis täckt av gräs.